# صباح الأول بن جابر الصباح
الشيخ صباح الأول بن جابر الصباح (1700–1762)، هو أول حاكم لإمارة الكويت. تم اختياره من قبل مجتمعه لمنصب الحاكم.

## بداية حكمه
اختلف المؤرخون حول بداية حكمه. وفقًا لما ذكره حسين الشيخ خزعل في كتابه "تاريخ الكويت السياسي"، في عام 1716 (1129 هـ)، تحالف ثلاثة من أبرز زعماء القبائل التي استوطنت الكويت، وهم صباح بن جابر بن سلمان بن أحمد، خليفة بن محمد، وجابر بن رحمة العتبي رئيس الجلاهمة، واتفقوا على أن يتولى صباح رئاسة الحكم والتشاور معهم في شؤون المدينة، بينما يتولى خليفة شؤون المال والتجارة، ويتولى جابر شؤون  العمل في البحر، على أن يتم تقسيم الأرباح بينهم بالتساوي.
من جهة أخرى، ذكر أبو حاكمة في مقالته عن العتوب التي كتبها عام 1817 أن سليمان بن محمد آل حميد هو أول حاكم للكويت، وأن صباح بن جابر لم يتولى الحكم إلا بعد وفاة سليمان في عام 1752 وفقًا للنظام العشائري. لم يكن لصباح شهرة كبيرة قبل توليه الحكم؛ فوالده جابر لم يذكر في الروايات المعاصرة، كما لم يذكر اسم صباح في مذكرات الرحالة الأوروبيين الذين زاروا المنطقة في تلك الفترة، رغم أنهم أشاروا إلى أن الكويت كانت تحت حكم شيخ عربي.

## أهم الأحداث في عهده
بعد أن تمكن العتوب من تعيين صباح بن جابر حاكما لهم، حاول أن يثبت مركزه بأن ذهب إلى والي بغداد العثماني سنة 1717 لكي يوضح لهم بأنهم فقراء نزحوا في طلب العيش ولا يبغون ضرًا بأحد، فنجح في ذلك. ولما شعر أمير الإحساء سعدون بن غرير بما يقوم به حاكم الكويت أرسل إليه طالبًا المفاوضة معه، فأرسل إبنه عبد الله، فتم الاتفاق على: اعتراف أمير الحسا بحكم الشيخ صباح على الكويت، وأن لا تنضم الكويت إلى خصومه وأن تنفذ جميع أوامره وأوامر من سيأتي بعده. وفي رواية واردن وأبوحاكمة بأن الكويت والعتوب كانوا تحت حكم سليمان بن محمد آل حميد وأن العتوب لم يتفقوا لتولية صباح بن جابر إلا بعد وفاة الأمير سليمان بن محمد واندلاع الخلافات الأسرية داخل بيت الحكم، وكذلك ظهور الخطر الوهابي القادم من نجد إلى شرقي الجزيرة العربية.
وأنشئ في عهده السور الأول للكويت سنة 1174 هـ / 1760.
وفي سنة 1769 قام الشاه كريم خان زند بالتعاون مع البريطانيين بفرض حصار على بندر ريق بغرض الاستيلاء عليها، مما اضطر حاكمها الشيخ مهنا بن ناصر الزعابي إلى الهرب واللجوء إلى الكويت ثم واصل سفره تجاه البصرة.

## العلاقة مع البارون كنيبهاوزن
لا يعرف الكثير عن حكم الشيخ صباح الأول سوى أنه سافر إلى جزيرة خارج، التي كانت مقر شركة الهند الشرقية الهولندية، للتفاوض مع مديرها المدعو البارون كنيبهاوزن. ومع ذلك، لم يحقق الشيخ ما أراد من تلك المفاوضات.
وقد ذكر أبو حاكمة الواقعة كاملة نقلاً عن كتاب رحلات الدكتور آيفز، الذي كان ورفاقه ضيوفًا لدى البارون كنيبهاوزن في مارس 1758. فأثناء إقامتهم، أرادوا معرفة أسرع الطرق للوصول إلى حلب، فأشار عليهم البارون بأن يركبوا قارب فلوكة إلى الكويت، ومن هناك يمكنهم السفر بسرعة مع القوافل المتجهة إلى حلب. وقال البارون إن شيخ الكويت صديق عزيز عليه، وأرسل إليه دعوة للحضور. فقدم الشيخ صباح إلى الجزيرة في 14 إبريل، حيث جرت مفاوضات بينهما حول المبلغ الذي سيتقاضاه الشيخ من المسافرين الإنجليز مقابل إيصالهم سالمين إلى حلب.
حدد الشيخ صباح المبلغ المطلوب وهو ألفي قرش، إلا أن البارون لم يوافق على هذا المبلغ، مفضلاً أن يكون المبلغ أقل من ذلك، بحيث لا يزيد عن ألف أو ألف ومئة قرش. وبسبب فشل المفاوضات، قرر المسافرون مواصلة رحلتهم إلى البصرة عبر البحر. وقبل مغادرته مجلس البارون، قال الشيخ غاضبًا: "قل بالله عليك ما العلاقة التي تربطك بهؤلاء المسافرين؟ لقد ساد الود علاقاتنا منذ أمد طويل، ولم أكن أتوقع أن تحابي غرباء على حسابي".
وفي الواقع، كانت العلاقة بين الشيخ والبارون تقوم على أسس المنفعة المشتركة. فكلاهما كان يستفيد من نقل البضائع عبر الصحراء باستخدام الجمال لتجنب المرور بالبصرة، حيث كان المتسلم هناك يفرض المكوس على البضائع المارة عبر المدينة. ويُذكر أن البارون قد طُرد من البصرة بسبب خلاف مع ذلك المتسلم، ما أدى إلى استفادة شيخ الكويت، حيث تحولت العديد من السفن الهولندية إلى الكويت لتفريغ شحناتها من البضائع فيها، بدلاً من البصرة. وكان يتم نقل تلك البضائع من الكويت إلى الشام وأوروبا.

## وفاته
اختلفت الروايات حول سنة وفاته. فذكر عبد العزيز الرشيد أنه توفي سنة 1776 ، في حين ذكر عثمان بن سند أن ابنه الشيخ عبد الله بن صباح كان يحكم الكويت قبل سنة 1774 ببضع سنين، وأنه -أي عبد الله بن صباح- اشترك مع خليفة بن محمد في تعمير الزبارة سنة 1180هـ / 1766. وقيل أنه توفي سنة 1176هـ/1762م.

## أبنائه
أبناؤه الذكور: وهم: سلمان ومحمد ومبارك ومالك والشيخ عبد الله (حاكم الكويت الثاني).